# Maria Elisa Quinteros
Pour les articles homonymes, voir Quinteros.
Maria Elisa Quinteros, née le 20 décembre 1981 à Talca (Chili) est une universitaire, chirurgien-dentiste, militante féministe, femme politique et présidente de l'Assemblée constituante du Chili en 2022.
Elle est élue lors des élections constituantes de 2021, au sein du district no 17, en tant que candidate indépendante et soutenue par l'« Assemblée populaire pour la dignité », instance réunissant plusieurs organisations sociales et environnementales, créée pour les élections. Elle est élue sur un programme féministe, écologiste et souhaitant un État plurinational.

## Biographie

### Études
Maria Elisa Quinteros naît le 20 décembre 1980 à Talca. Ses parents se nomment Ariel Quinteros et Patricia Cáceres.
Elle réalise ses études scolaires au sein de l'école María Mazarello ainsi qu'au lycée Abate Molina de Talca. Ensuite, elle étudie la dentisterie à l'Université de Talca et obtient son diplôme en 2006. Entre 2008 et 2019 elle obtient de nombreux diplômes. Notamment, trois diplômes entre 2008 et 2012, de santé publique internationale à l'École nationale de santé publique en Espagne, de gestion syndicale à l'Université de Santo Tomas et sur la santé au travail à Université du Chili.
Elle obtient une maitrise en santé publique à l'Université du Chili en 2013, un doctorat en santé publique intitulé « Environnement et grossesse : une analyse spatiale à Temuco », obtenu en 2019. Elle y démontre la manière avec laquelle la pollution de l'air peut affecter les femmes enceintes.

### Carrière professionnelle et académique
Pendant huit ans (entre 2007 et 2015), elle travaille au sein du service municipal de santé de Hualañé dans divers services ; dentaire, enfants, adolescents, soins à domiciles, et y assume les fonctions de directrice et présidente de l'Association des responsables municipaux de la santé (AFUSAM).
Elle est actuellement universitaire et chercheuse au département de santé publique à la faculté des sciences de la santé de l'Université de Talca, elle enseigne au sein du diplôme en gestion de la qualité de l'air et contrôle de la pollution atmosphérique à l'Université de Santiago du Chili, en master de santé publique à l'Université catholique de Maule, et le diplôme de santé publique à l'Université de Talca, ou elle est directrice du diplôme.

#### Chercheuse
Depuis 2015, elle travaille en épidémiologie environnementale, , périnatale et reproductive, son domaine d'intérêt étant la grossesse, la pollution de l'air et les espaces verts. De même, elle intègre la dentisterie durable parmi ses axes de recherche.
Elle a été co-investigatrice du projet FONIS SA0069 2019-2020 sur la « Prise de poids gestationnelle excessive : analyse des tendances et géospatiale en une décennie (2009-2018) pour la création de directives chez les femmes enceintes dans l'agglomération de Temuco - Padre Las Casas ».
Elle participe au projet de l'« Impact de la pollution de l'air par le bois sur la prééclampsie et autres issues de grossesse à Temuco, Chili » (2015-2017) ; et « Soutien au développement de projets de recherche », en collaboration avec l'Université de Birmingham.
Elle participe également au « Programme de développement régional pour la formation aux méthodes de recherche et aux enquêtes sur la santé bucco-dentaire et à l'évaluation de la santé bucco-dentaire dans la division chilienne IADR » (2011) de l'Association internationale de recherche dentaire (IADR), de l'Université de Talca et de l'Université de Melbourne.

## Assemblée constituante
Lors des élections constituantes de 2021, elle est élue en tant que candidate indépendante au sein du district no 17, soutenue par l'« Assemblée populaire pour la dignité ». Elle obtient 12 507 voix, soit 5,49 % des suffrages exprimés.
Au sein de son programme, elle souhaite notamment une vie harmonieuse avec la nature et les écosystèmes, unique moyen de parvenir à une vie digne. Elle est également militante féministe, engagée en faveur des droits humains, d'un accès à la santé comme un droit et non un privilège et souhaitant un État plurinational, elle est également en faveur d'une plus grande démocratie participative et directe,.
Au sein de l'Assemblée, elle est nommée coordinatrice et membre de la commission d'éthique en juillet 2021, et rejoint ensuite la commission thématique des droits fondamentaux en octobre.
Le 5 janvier 2022, elle est élue présidente de l'Assemblée constituante du Chili lors d'un scrutin long et compliqué. Elle est élue à l'issue d'un 9e tour avec 78 voix, convoqué le lendemain d'une première journée de vote, sans candidat parvenu à obtenir les voix nécessaires. Elle parvient à se faire élire grâce à un accord entre la gauche et les groupes indépendants.

## Publications scientifiques
Il s'agit des travaux les plus référencés de la chercheuse, pour la liste complète, consultez le profil Google Scholar de Maria Elisa Quinteros.
- « Embedding environmental sustainability within the modern dental curriculum— Exploring current practice and developing a shared understanding », Maria Elisa Quinteros, European Journal of Dental Education, 23 novembre 2020
- « Controversias del uso de agua potable fluorada », Maria Elisa Quinteros, Estudios Atacameños, 16 août 2019
- « Use of data imputation tools to reconstruct incomplete air quality datasets: A case-study in Temuco, Chile », Atmospheric Environment, 2019
- « Bioethical considerations about water fluoridation: a critical review », Maria Elisa Quinteros, Journal of Oral Research, 12 août 2016

## Distinctions
- 2019 : Thèse de l'année, Global Challenges University Alliance (GCUA 2030)[5].

## Résultats électoraux

### Élections constituantes de 2021
- Élections constituantes chiliennes de 2021, pour la circonscription du district no 17.